# Мерате
Мера̀те (на италиански: Merate, на западноломбардски: Meràa, Мераа) е град и община в Северна Италия, провинция Леко, регион Ломбардия. Разположен е на 292 m надморска височина. Населението на общината е 14 920 души (към 2014 г.).